# グアム (大型巡洋艦)
|          |                                                                                |
| 艦歴     |                                                                                |
| 起工     | 1941年                                                                         |
| 進水     | 1943年11月12日                                                                 |
| 就役     | 1944年9月17日                                                                  |
| 退役     | 1947年2月17日                                                                  |
| 除籍     | 1960年6月1日                                                                   |
| その後   | スクラップとして売却                                                           |
| 性能諸元 |                                                                                |
| 排水量   | 基準：29,000トン 満載：34,250トン                                              |
| 全長     | 246.43m                                                                        |
| 全幅     | 27.67m                                                                         |
| 吃水     | 9.38m                                                                          |
| 機関     | ゼネラル・エレクトリック 蒸気タービン、4軸推進 153,000 shp                     |
| 最大速力 | 31.4ノット（58.2 km/h）                                                        |
| 乗員     | 士官、兵員：2,251名                                                            |
| 兵装     | 50口径30.5cm砲9門 38口径12.7cm砲12門 56口径40mm対空砲56門 70口径20mm対空砲34門 |
| 搭載機   | 4                                                                              |

グアム（USS Guam, CB-2）はアメリカ海軍の大型巡洋艦。アラスカ級大型巡洋艦の二番艦。艦名はグアム島に因む。その名を持つ艦としては2隻目。

## 艦歴
グアムはニュージャージー州カムデンのニューヨーク造船所で起工し、1943年11月12日にジョージ・マクミラン夫人（前グアム島知事夫人）によって進水、1944年9月17日にレランド・P・ラヴット艦長の指揮下就役した。
トリニダードでの整調後、グアムはフィラデルフィアを1945年1月17日出航し、パナマ運河経由で2月8日に真珠湾に到着、太平洋艦隊に合流する。間もなくグアムはフォレスタル海軍長官の訪問を受ける。3月3日に真珠湾を出航し、3月13日にウルシー環礁に到着、姉妹艦のアラスカ（USS Alaska, CB-1）と共にミッチャー提督率いる第58任務部隊に加わる。
その後ウルシー環礁で配置転換が行われ、グアムはアーサー・W・ラドフォード少将率いる第58.4任務群に配属される。部隊はアメリカ海軍史上最も強力な艦隊の一つであった。九州近海から四国に向けて展開し、3月18日に同水域に到着する。同部隊を含む任務部隊は、空母ヨークタウン（USS Yorktown, CV-5）、イントレピッド（USS Intrepid, CV-11） 、インディペンデンス（USS Independence, CVL-22）、ラングレー（USS Langley, CVL-27）、戦艦ミズーリ（USS Missouri, BB-63）、ウィスコンシン（USS Wisconsin, BB-64）、巡洋艦アラスカ、セントルイス（USS St. Louis, CL-49）、サンディエゴ（USS San Diego, CL-53）、フリント（USS Flint, CL-97）及び15隻の駆逐艦から構成され、多くの激戦地に投入された。グアムの初陣はすぐに訪れる。戦闘は空母部隊に対する5機の特攻機の突入から始まった。グアムは敵機に対して直接の砲撃を行い、この戦闘では空母エンタープライズ（USS Enterprise, CV-6）とイントレピッドが損傷を受けたが活動を継続した。エンタープライズは艦橋近くに爆弾の直撃を受け、イントレピッドは後部飛行甲板に特攻機が突入した。戦闘は午後も継続し、グアムの部隊は敵機4機を破壊し、そのうち1機はグアムが撃墜した。翌日の午後、グアムは戦闘で大破した空母フランクリン（USS Franklin, CV-13）の護衛に従事し、同任務は3月22日まで継続した。
補給が完了するとグアムは第58.4任務群に再合流し沖縄諸島近辺の戦闘地域に向けて出航した。3月27日の夜から3月28日にかけてP・S・ロウ少将率いる第16巡洋艦部隊は南大東島の飛行場に対し艦砲射撃を行う。その後5月11日までグアムは南西諸島での空母部隊の支援任務に従事した。
ウルシー環礁での修理および補給後にグアムは再び沖縄東部水域に向けて出航し、ウィリアム・ハルゼー提督率いる第38.4任務群から改名された第3艦隊に合流した。ここでグアムは九州の飛行場を攻撃する空母部隊の支援を行った。6月9日にグアム、アラスカおよび5隻の駆逐艦は沖大東島に向けて90分間の艦砲射撃を行った。3ヶ月にも及んだ沖縄戦での支援任務を終え、部隊はレイテ湾に向かい、サンペドロ湾に6月13日到着した。
グアムは第95巡洋艦任務部隊の旗艦となる。部隊はグアム、アラスカ、4隻の軽巡洋艦および9隻の駆逐艦から構成された。同任務部隊は1945年7月16日から8月7日まで東シナ海及び黄海に展開した。直接の戦果は僅かであったが、損害を受けることなく日本近海の掃討を成し遂げられた事実はアメリカ海軍がもはや圧倒的な制海権を握っていたことの証明であった。部隊は8月7日に沖縄に帰還した。
数日後にグアムはロウ少将率いる中国北部方面部隊に旗艦として加わり黄海に向かい、青島、旅順、大連を訪れアメリカ海軍の威容を知らしめた。その後9月8日に仁川に向かった。グアムは仁川を11月14日に出航し、12月3日にサンフランシスコに到着する。12月5日にサンフランシスコを出航し12月17日にニュージャージー州ベイヨンに到着、同所で1947年2月17日に退役する。グアムは大西洋予備役艦隊ニューヨーク・グループで保管され、1960年6月1日に除籍、1961年5月24日にメリーランド州ボルチモアのボストン・メタルズ社にスクラップとして売却された。
グアムは第二次世界大戦の戦功で2つの従軍星章を受章した。就役から退役まで3年も無い短命な艦であった。